# Conus nemocanus
Conus nemocanus é uma espécie de gastrópode do gênero Conus, pertencente à família Conidae.